# Amphipyra sergii
Amphipyra sergii är en fjärilsart som beskrevs av Otto Staudinger 1888. Amphipyra sergii ingår i släktet Amphipyra och familjen nattflyn. Inga underarter finns listade i Catalogue of Life.